# Pera citriodora
Pera citriodora là một loài thực vật có hoa trong họ Peraceae. Loài này được Baill. mô tả khoa học đầu tiên năm 1865.